# Internationella matematikerkongressen 2014
Internationella matematikerkongressen 2014 var den tjugoåttonde Internationella matematikerkongressen. Den hölls i Seoul i Sydkorea 13 augusti till 21 augusti 2014.
Temat för konferensen var "Dreams and Hopes for Late Starters". Den sydkoreanska lagstiftaren, Sydkoreas nationalförsamling, antog en resolution till förmån för Seoul Internationella matematikerkongressen i november 2013, och den Sydkoreanska regeringen utropade 2014 som det koreanska matematiska året för att maximera effekten av Seoul Internationella matematikerkongressen om Korea. Flera stora företag gjorde betydande donationer till denna kongress för att lyfta fram den växande betydelsen av matematik.
5 000 matematiker från 125 länder deltog i Seoul-kongressen.
Det var under denna kongress som en Fieldsmedalj tilldelades för första gången till en matematiker, närmare bestämt till Maryam Mirzakhani, och den första Fieldsmedaljen till en brasiliansk, till Artur Ávila.
Denna kongress är den fjärde som anordnas i Asien, efter den 1990 i Japan, den 2010 i Indien och den 2002 i Kina.
Denna kongress betonade också programmen för spridning av matematik. Offentliga föreläsningar av Jim Simons och Leelavati Award-vinnaren, Baduk-matcher mot kända lärare och visningen av matematikfilmer, för att nämna några, möjliggjordes genom insatser från Congressional Outreach Team. Dessa ansträngningar var avsedda att hjälpa till att göra matematik till en del av den sydkoreanska kulturen.
Organisationskommittén för Internationella matematikerkongressen 2014 bjöd in 1 000 matematiker från utvecklingsländer till denna kongress.

## Logotyp
Logotypen för Internationella matematikerkongressen 2014 har två gyllene spiraler som växer och expanderar i takt med det gyllene snittet. Den representerar tillväxt med matematisk ordning och symboliserar sena elevers förhoppningar och drömmar.
Den S-formade logotypen påminner om S i Seoul, liksom "Taegeukgi"-bilden på den koreanska flaggan. Tae-Geuk symboliserar harmonin mellan Yin och Yang. Den röda färgen är Yang, kärlek och passion. Den blå färgen är Yin, intelligens och sömn. Yin och Yang börjar dock med samma färg och form, vilket representerar universums enhet.

## Bakgrund
I 2010, i Bangalore, röstade generalförsamlingen för International Mathematical Union för Seouls kandidatur till 2014 års internationella matematikkongress, efter ett besök från unionen. Sydkorea mötte Rio de Janeiro och Montreal. Det sydkoreanska förslaget presenterades av Korean Mathematical Society och försvarades av Hyungju Park. Sydkoreas enda nackdel var dess relativt korta historia av forskning i modern matematik.

## Generalförsamling
International Mathematical Unions generalförsamling valde sin nya verkställande befattning. President var Ingrid Daubechies. Generalförsamlingen för International Mathematical Union valde också sitt nya huvudkontor, kandidaturen för Weierstrass Institute for Applied Analysis and Stokastics (WIAS) i Berlin vann mot Fields Institute of Toronto (Kanada) och National Institute of Pure and Applied Matematik (IMPA) i Rio de Janeiro (Brasilien).